# Luzilândia
Luzilândia este un oraș în Piauí (PI), Brazilia.